# Välijärvi och Tiirakkajärvi
Välijärvi och Tiirakkajärvi eller Vuolajärvi är en sjö i Finland. Den ligger i kommunen Kuusamo i landskapet Norra Österbotten, i den nordöstra delen av landet, 700 km norr om huvudstaden Helsingfors. Välijärvi och Tiirakkajärvi ligger 252 meter över havet. Den är 5,25 meter djup. Arean är 1,69 kvadratkilometer och strandlinjen är 13,61 kilometer lång. Sjön  ingår i Kems huvudavrinningsområde. 